# بيترسكوفل
بيترسكوفل (بالألمانية: Petersköpfl) هو جبل يقع في جبال القيصر ضمن ولاية تيرول في النمسا. يبلغ ارتفاعه حوالي 1,745 مترًا فوق مستوى سطح البحر، ويُعد من القمم المعروفة في سلسلة جبال القيصر.

## الموقع والوصف
يقع بيترسكوفل بالقرب من قمة ناودرر كايزر، ويرتبط بها عبر ممر مرتفع يُعرف باسم كايزرهوخل. يتميز الجبل بمنحدرات صخرية حادة من جهة الشمال، في حين أن الجانب الجنوبي أكثر انحدارًا بشكل معتدل، ما يجعله وجهة مفضلة لرياضة المشي الجبلي والتسلق.

## الوصول
يمكن الوصول إلى القمة عبر عدة مسارات مشي من قرية إيلاو القريبة أو من خلال طرق متصلة بمسارات جبال القيصر الشهيرة.